# La musica che mi gira intorno
La musica che mi gira intorno è il diciassettesimo e ultimo album di Mia Martini, prodotto da Nando Sepe e pubblicato il 5 dicembre 1994 su etichetta RTI Music e ristampato dalla Sony.

## Il disco
Si tratta dell'ultimo album di Mia Martini, in cui la cantante ha raccolto alcuni dei brani da lei maggiormente amati, composti da noti cantautori italiani, che l'interprete ha voluto "vestire" a proprio modo, dando loro una nuova caratterizzazione.
Il disco, inizialmente, doveva intitolarsi Per niente facili..., dall'incipit de La musica che gira intorno, uno dei brani di Ivano Fossati ripresi in questo disco, ma la cantante successivamente abbandonò questa idea perché, a detta sua, non voleva che, equivocando, si potesse pensare che “per niente facili” si riferisse alla difficoltà di queste interpretazioni.
Gli arrangiamenti sono di Fio Zanotti.

## Il singolo
Dal disco venne estratto il singolo Viva l'amore, scritto da Mimmo Cavallo, con durata di 4:36.
- Mia Martini: voce
- Maurizio Bassi: tastiera
- Gaetano Leandro: tastiera, programmazione
- Naimy Hackett, Linda Wesley, Giulia Fasolino, Moreno Ferrara: cori

## Tracce
1. Viva l'amore (Mimmo Cavallo) - 4:36
2. I treni a vapore (Ivano Fossati) - 5:35
3. Diamante (Adelmo Fornaciari/Francesco De Gregori) - 5:44
4. Fiume Sand Creek (Fabrizio De André/Massimo Bubola) - 4:16
5. Stella di mare (Lucio Dalla) - 6:04
6. Tutto sbagliato baby (Eugenio Bennato/Edoardo Bennato) - 5:05
7. La musica che gira intorno (I. Fossati) - 5:45
8. Hotel Supramonte (F. De André/M.Bubola) - 5:09
9. La canzone popolare (I. Fossati) - 4:25
10. Dillo alla luna (Vasco Rossi) - 5:30
11. Mimì sarà (F. De Gregori) - 5:33
12. Piccolo uomo (Dario Baldan Bembo/Bruno Lauzi/Michelangelo La Bionda) - 5:15

## Crediti
- Mia Martini: voce
- Paolo Costa: basso
- Lele Melotti: batteria
- Rosario Jermano: percussioni
- Giorgio Cocilovo: chitarra acustica, chitarra elettrica, chitarra classica
- Rilly Segalini: programmazione Keys-computer.
- Paolo Gianolio: chitarra ritmica (in Fiume Sand Creek)
- Fio Zanotti: tastiera, cori
- Giordano Mazzi: programmazione
- Dodi Battaglia: chitarra elettrica (in Dillo alla luna)
- Gabriele Barlera: programmazione
- Bruno De Filippi: armonica (in Diamante)
- Aida Cooper, Antonella Pepe: cori